# Soleichthys
Soleichthys is een geslacht van straalvinnige vissen uit de familie van eigenlijke tongen (Soleidae).

## Soorten
- Soleichthys dori Randall & Munroe, 2008
- Soleichthys heterorhinos (Bleeker, 1856)
- Soleichthys maculosus Muchhala & Munroe, 2004
- Soleichthys microcephalus (Günther, 1862)
- Soleichthys oculofasciatus Munroe & Menke, 2004
- Soleichthys serpenpellis Munroe & Menke, 2004
- Soleichthys siammakuti Wongratana, 1975
- Soleichthys tubiferus (Peters, 1876)